# Laemodonta bella
Laemodonta bella är en snäckart som först beskrevs av H. och Arthur Adams 1855.  Laemodonta bella ingår i släktet Laemodonta och familjen dvärgsnäckor. IUCN kategoriserar arten globalt som livskraftig. Inga underarter finns listade i Catalogue of Life.